# Phil Woods
Phil Woods (2. listopadu 1931 Springfield, Massachusetts, USA – 29. září 2015) byl americký jazzový saxofonista, klarinetista a hudební skladatel. Jeho manželkou byla vdova po saxofonistovi Charlie Parkereovi Chan Parker. Od roku 1954 vydává alba pod svým jménem; na různých z nich hráli například Donald Byrd, Tommy Flanagan nebo Philly Joe Jones. Na řadě alb hrál rovněž jako sideman; jde například o alba Rona Cartera, Lalo Schifrina, Dizzy Gillespieho, Billa Evanse nebo Kennyho Burrella. V roce 2007 získal ocenění NEA Jazz Masters; sedmkrát byl nominován na cenu Grammy, čtyřikrát ji získal.